# Hypolimnas gretheri
Hypolimnas gretheri är en fjärilsart som beskrevs av Clark 1946. Hypolimnas gretheri ingår i släktet Hypolimnas och familjen praktfjärilar. Inga underarter finns listade i Catalogue of Life.